# 罗斯托基诺站 (莫斯科中央环线)
罗斯托金诺站（羅馬化：Rostokino），是莫斯科中央环线的一个车站。得名于所在的罗斯托金诺区。开通于2016年9月10日。车站有2个侧式站台。可换乘西伯利亚铁路谢维尔雅宁站（Северянин），距离约400米。有计划建设换乘通道。